# 1760年の征服
1760年の征服（英：conquest of 1760、仏：La conquete）は、フレンチ・インディアン戦争後の、フランス領北アメリカ（ヌーベルフランス、特にカナダのケベック）のイギリスへの譲渡を意味する歴史用語である。

## イギリスの戦略

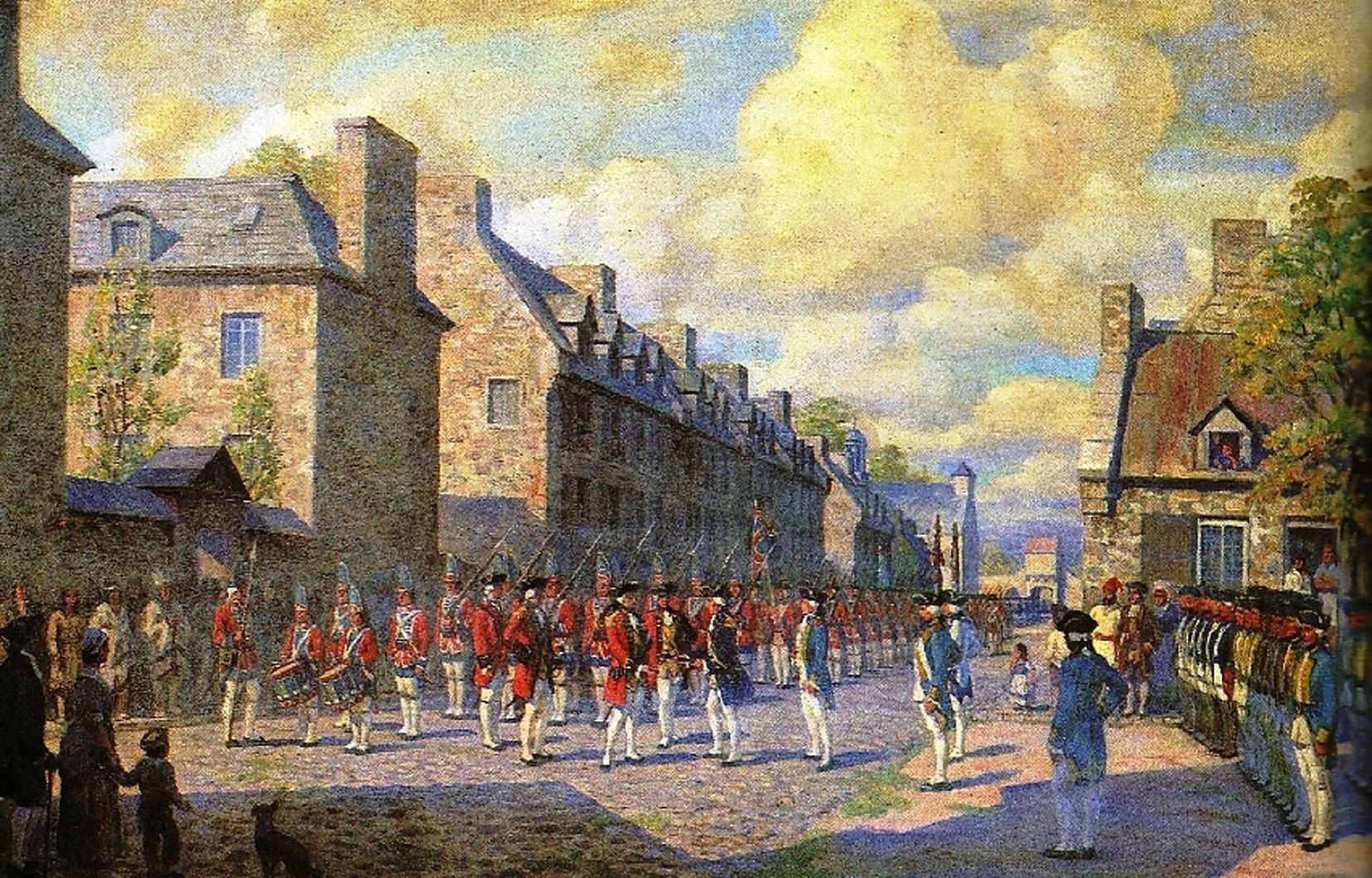
モントリオールに入るイギリス軍

1759年、エイブラハム平原の戦いの後、フランス軍は一旦モントリオールに撤退し、翌1760年の4月に、サントフォワの戦いでイギリスに勝利した。しかしイギリス軍は、城塞の裏側に陣取って包囲戦に出た。5月に、援軍であるイギリス海軍の艦隊がケベックに入って来たため、フランス軍は再びモントリオールに撤退した。イギリス軍は、次はそのモントリオールに集結し、フランスはこの年の9月8日に、降伏文書に署名した。
かつてカナダを「何の値打ちもない何エーカーかの雪」と表現したヴォルテールはこう言った。「何エーカーかの雪が、母国にとっては非常に高価な値打ちのものになってしまった、その雪は除去されてしまったのだから」

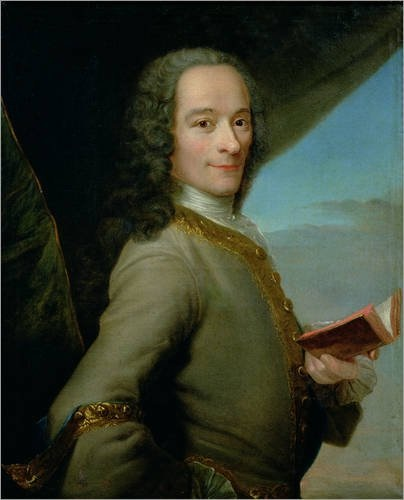
ヴォルテール

しかし、イギリスは、ヌーベルフランスの住民に対してはかなり寛容だった。彼らは国外追放も虐待もされなかった。財産を持って、フランスに戻るのも可能だった。財産所有権も行使できた。イギリス系と同等に毛皮交易を行うこともでき、信教の自由もあった。 この場合むしろイギリスへの同化策よりは、フランス系住民の上に立つ領主と、ローマ・カトリック司教の特権を認め、ケベックをイギリス側の味方に引きこんだ上で、アメリカの13植民地ににらみをきかせる基地とするほうが、イギリスにとっては戦略上有利であった。
第八条　修道会ないしは宗教団体のみを除く、ケベック植民地内のすべてのカナダ人臣民は、その財産所有権及び占有、それらにかかるすべての慣習ないし慣行、またその他一切の市民的権利を、……保有しかつ享有する。……財産権及び市民的諸権利に関する争訟については、カナダにおける司法判決のための準則たるカナダの処方に従い訴訟が提起されるべきものとする。—
しかし、イギリスのこの目論見は失敗した。アメリカの13植民地にとって、イギリスの軍事力はフランスへの抑止力であった。1774年のケベック法で、イギリスはカトリック教徒に譲歩してケベック植民地を拡大し、これがニューイングランドの、西部への進展を阻むことになった。それ以前から、イギリス本国の強圧的な態度に怒りを募らせていた植民地住民は、フランスの脅威が無くなったこの時こそ、晴れて本国に戦いを挑むことができ、それがアメリカ独立への引き金となったのである。

## 「征服」の捉えられ方

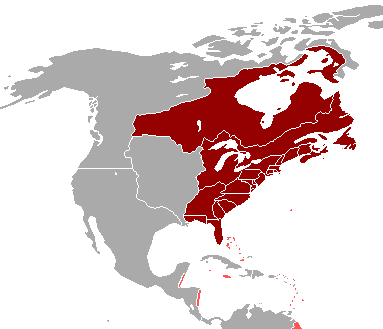
フレンチ・インディアン戦争後のイギリス領北アメリカ（ワインレッドの部分）

ケベックでは、長い間、1760年の征服に関しては、イギリスよりな見方をされていた。神はケベック征服を許したもうた、ケベック人を、フランス革命の恐怖から免れさせ、カトリック信仰を保つために。共和制、世俗主義、そして無神論は、アメリカ大陸の「選ばれしもの」からは永遠に遮断され、カトリックの布教を、物質的かつ異教的なアメリカに広げるのだ。こういう、征服を肯定的に取る見方が支配的であった。
歴史家の、ミシェル・ブルネは、征服は大きな災害であり、フランス系は、極論すれば、イギリスによるビジネスの異民族労働者という点で、注目されるべきとしている。フェルナン・ウーリエは、征服による悪影響は軽視されており、征服の影響があまり感じられない、経済発展や文化などの指摘ばかりが重視されていると言う。 しかし多くの歴史家は、イギリスによる征服がなかったら、ケベックは、フランス革命での無神論、恐怖政治に見舞われただろうと考えている。また、ナポレオンは、戦費不足でルイジアナをアメリカに売却している。このことから、ケベックは、イギリスの征服がなかったとしても、アメリカの一部になっていたのではないかとする見方もある。
フレンチ・インディアン戦争に負けたのは、イギリス領の兵がフランスのそれより多かったからという見方もある。イギリスは本国は小さく、フランスに比べると土地も痩せていた。これが新大陸への移住のきっかけになった。また、16世紀末から17世紀初めにかけて、名誉革命のような社会改革と、宗教界の混乱から、本国を後にするイギリス人が増えたと言うのである。フランスにはこういう理由がなかった。国土は豊かで、人口を養って行くことができた。宗教に関して言えば、清教徒がらみで16世紀の後半に問題が起こったものの、しかしフランス王室は教会に対して忠誠であり、多くの人々はそれをお手本とした。宗教戦争は一過性のものであり、いつまでも秩序が乱れることもなかった。イギリス人ほど植民地への執着はなかった。

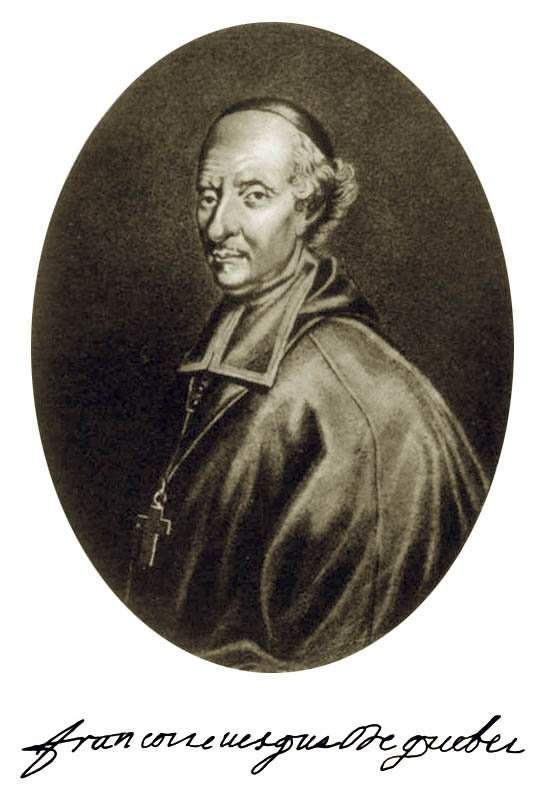
ケベック司教フランソワ・ド・ラヴァル。ラヴァル大学の名はこの人物にちなむ

また、同じイギリスの従属植民地のアイルランドとの、こういう比較もある。
ケベックの場合は、イギリス人が入植してきた時には、同化が不可能な別の白人社会（フランス人社会）が既に存在しており、イギリス人は、英国型の社会を実現するのが難しくなっていた。アイルランドの場合は、土着のケルト人がカトリック、地主がカトリックのイギリス人（オールド・イングリッシュ）とプロテスタントのイギリス人（ニュー・イングリッシュ）という構造になっており、かつてカトリックに対して、露骨なまでに嫌悪感を示したニュー・イングリッシュは、イギリスとの絆を断ち切れず、彼らが多く支配していたアルスター地方が、今も北アイルランドとしてイギリス領となっている。ケベックの場合、イギリス人支配となった時点では、カトリックとプロテスタントの対立は弱まっており、また、18世紀の時点で独立国家を築けていなかったケルト人を、イギリス人は低く見たが、何世紀にもわたってヨーロッパの覇権を争ってきたフランス人をおろそかにはできなかった。
また、イギリス人がほしかったのは、商業権であり、ケベックはその後も、カトリック教会を頂点とした農村社会を保ちつづけた。1837年に、イギリス統治に対する反乱が起こり、解決方法として、ローワーカナダ（ケベック）とアッパーカナダ（オンタリオ）を結合し、フランス系をイギリスに同化させようとしたが、逆効果だった。1867年の連邦結成により、両者は再びケベックとオンタリオに戻り、しかも自治権付きの州の地位を得たのである。この時以来、1960年代の静かなる革命まで独立の気運は高まらなかった。1980年と1995年とに、ケベック独立の是非を問う選挙が行われたが、半分近くは否定的であった。
こういったことから、自治権の付与、ケベックの影響力の大きさ、アイルランドのような、土地制度が社会不安につながるような要因がなかったことなどが、ケベックが独立にまで至らなかった理由と考えられる。また、フランス系がカナダ全土に広がったこと、アメリカのような、国家レベルでの同化が、カナダはより寛容であったのも大きい。

## 静かなる革命と現代への影響

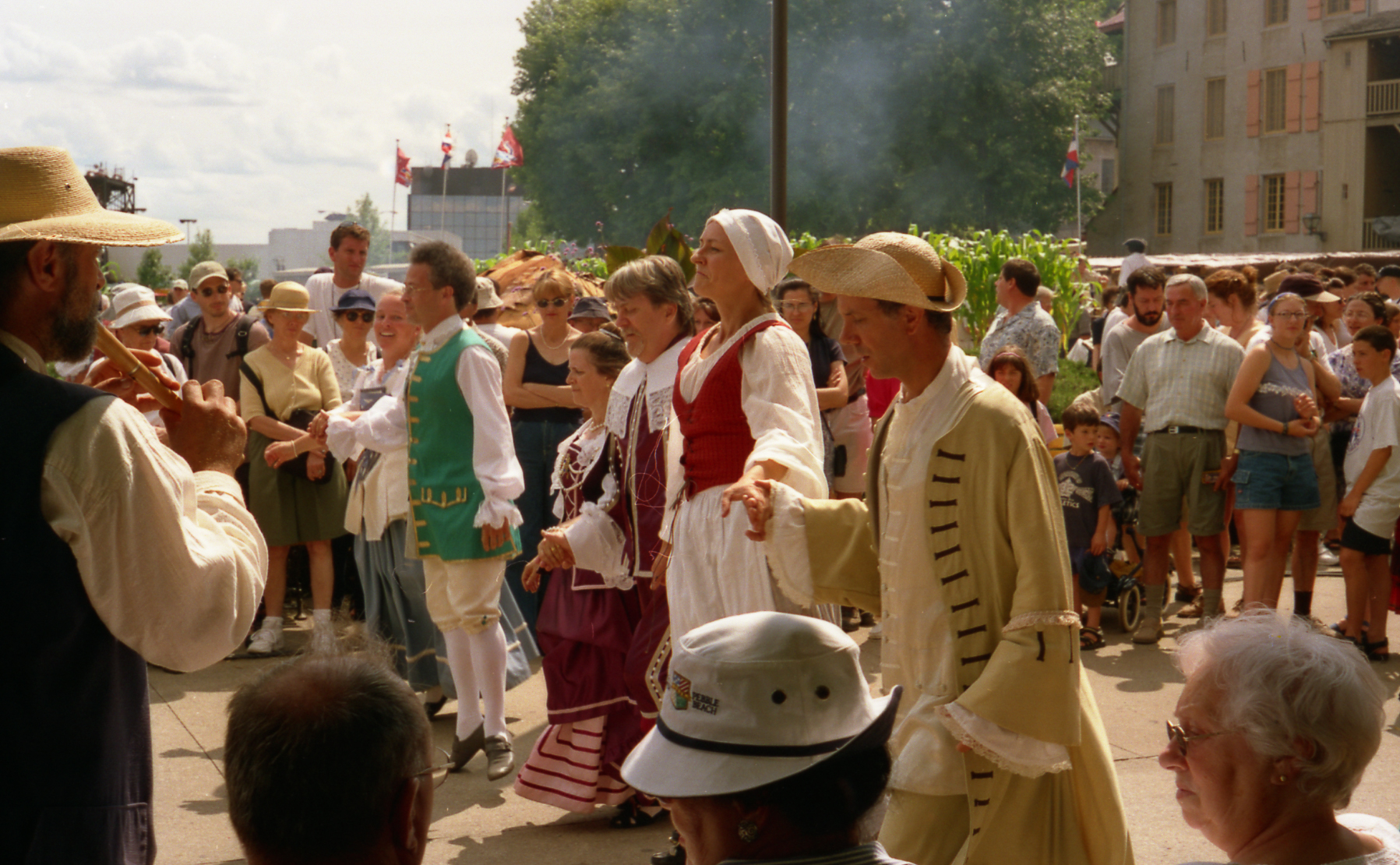
ケベックシティでのヌーベルフランスの祭り

しかし、ケベックは、封建的な制度と、カトリック教会の下での農業社会が続いたため、政治や経済の面では、イギリス系に後れを取ることになった。この歴史的経緯により、新しいナショナリズムが芽生えつつあった。また一方では、社会変革への道を模索することにもつながった。これにより、封建的なデュプレッシ政権の後，1960年にケベック自由党が州政権の座について、ジャン・ルサージによる「静かなる革命」が始まった。経済政策に関しては社会主義的で、教育と福祉とをカトリック教会から奪取（いわゆる世俗化）し、ケベック社会の近代化の原動力となった。一方で、台頭した新しいナショナリズムを推し進めたのが、ケベックの「分離独立」を方針とするケベック党（党首ルネ・レベック）であった。

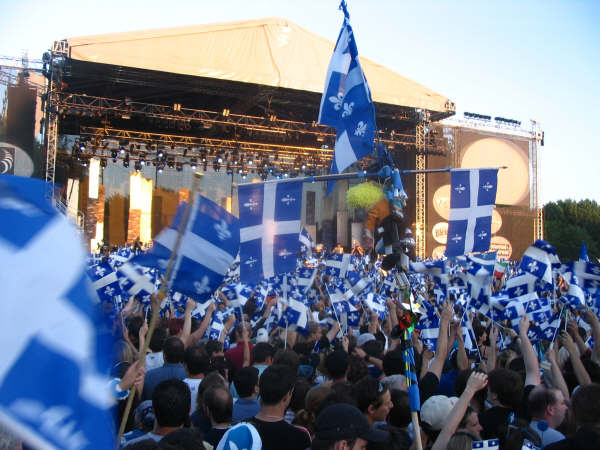
6月24日の州の休日のケベック州旗

ケベック党の「独立」への願望は，1980年の住民投票によって否定され、 1985年の州選挙では自由党が勝利して、1995年の2度目の住民投票でも否定された。分離独立は遠のいたかに見えるが、やはり、住民の半数は、ケベックの独立には肯定的なのである。
こういう事実もある。2009年、エイブラハム平原の戦い250周年のイベントとして、この戦いの再現の企画が持ち上がった。その時、ケベック分離・独立主義者たちが反対の姿勢を示したのである。これに対しては、連邦主義者も困惑した。ケベック州首相のジャン・シャレーは、深入りすべきではないと述べ、議論を続けていく姿勢を見せた。また、やはりケベック州政府の収益大臣ジャン=ピエール・ブラックバーンも、これは史実の再現なのに、分離主義者が政治利用していると批判した。ケベック自由党の議員からも、分離主義者を批判する声が出た。結局、この再現は行われなかった。